# Jonathan Pérez Olivero
Jonathan Pérez Olivero (Tinajo, Lanzarote, 6 de junio de 1982) conocido por Jotha, es un exfutbolista español. Siendo jugador del Real Madrid B, en la jornada 4 de la temporada 2004-2005 debutó en Primera División contra Osasuna.

## Biografía
Jotha es un Mediocentro organizador, que se formó en la cantera de la UD Lanzarote y de la Unión Deportiva Las Palmas, de la que se marchó en la 04/05 para recalar en el Real Madrid Castilla en Segunda División B. Debutó en el Real Madrid el 21 de septiembre de 2004 bajo la dirección técnica de Mariano García Remón (sustituto de José Antonio Camacho)  ante el Osasuna en el Santiago Bernabéu jugando en un partido que finalizaría 1-0. Tras eso y tras haber entrado en varias convocatorias, retornó al filial blanco, donde alternaba titularidad con Javi García y Rubén de la Red, consiguiendo el ascenso a Segunda División.
En verano de 2006 se vio con pocas posibilidades de crecimiento en el Castilla y decidió alejarse del equipo madrileño para incorporarse a las filas de un recién ascendido como era la SD Ponferradina, con la que jugó 25 partidos (15 como titular). El aceptable nivel que mostró a lo largo de la campaña no le valió para que otro club de la categoría de plata del fútbol español se fijase en él y le contratase, por lo que se marchó al Universidad de Las Palmas en la temporada 2007-2008.
En el Universidad de Las Palmas tampoco se asentó y se fue cedido al Orientación Marítima. Esta temporada 2008-2009 volvió al equipo en que se formó, la UD Lanzarote. En 2014 se fue al fútbol noruego, para fichar por el Tönsberg, volviendo al fútbol regional en su natal Lanzarote tres temporadas más tarde En 2020 se retiró del fútbol activo mientras militaba en el CD Tinajo.

## Trayectoria
| Club                   | País    | Año       |
| ---------------------- | ------- | --------- |
| UD Lanzarote           | España  | 1998-1999 |
| Las Palmas Atlético    | España  | 1999-2001 |
| Universidad Las Palmas | España  | 2001-2002 |
| UD Las Palmas          | España  | 2002-2004 |
| Real Madrid Castilla   | España  | 2004-2005 |
| Real Madrid            | España  | 2005      |
| SD Ponferradina        | España  | 2006-2007 |
| Universidad Las Palmas | España  | 2007-2008 |
| Orientación Marítima   | España  | 2008      |
| UD Lanzarote           | España  | 2008-2014 |
| FK Tönsberg            | Noruega | 2014-2017 |